# Russ Barenberg
Russ Barenberg (8 oktober 1950) is een Amerikaans bluegrass-muzikant.

## Biografie
Barenberg begon op 13-jarige leeftijd gitaar te spelen bij Alan Miller, wiens broer John Miller later speelde met Barenberg. Zijn stijl werd sterk beïnvloed door de flatpicking-techniek van Clarence White. Hij bezocht de Cornell University en ontmoette daar Pete Wernick in 1968. Samen formeerden ze Country Cooking, die twee bluegrass-albums uitbracht, voordat de band werd ontbonden in 1975.
In 1975 begon Barenberg kort elektrische gitaar te spelen met de jazzrockband Carried Away. Later in 1975 stopte hij met muziek spelen, maar kwam in 1977 terug, verhuisde naar New York om te gaan spelen in de band Heartlands. Deze band speelde ook in de achtergrond op Barenbergs debuut-solopoging Cowboy Calypso in 1980. Daarna verhuisde hij naar Boston om te onderwijzen aan het Music Emporium in Cambridge. Hier speelde hij in de bands Fiddle Feaver en Laughing Hands.
In 1986 verhuisde hij naar Nashville, waar hij vaak speelde met Jerry Douglas, Edgar Meyer en Maura O'Connell en werkte hij als sessiemuzikant met onder andere Béla Fleck, Hazel Dickens, Mel Tillis en Randy Travis. Hij heeft meerdere educatieve video's uitgebracht.
In 2007 werd zijn song Little Monk genomineerd voor een Grammy Award voor «Best Country Instrumental Performance». Sinds 1995 was hij lid van de huisband voor de Transatlantic Sessions tv-programma's bij de BBC.

## Discografie

### Soloalbums
- 1980: Cowboy Calypso (Rounder Records)
- 1983: Behind the Melodies (Rounder Records)
- 1988: Moving Pictures (Rounder Records)
- 2007: When at Last (Compass Records)

### Compilaties
- 1987: Halloween Rehearsal (Rounder Records)

### Met Country Cooking
- 1971: 14 Bluegrass Instrumentals (Rounder Records)
- 1972: Frank Wakefield with Country Cooking (Rounder Records)
- 1974: Barrel of Fun (Rounder Records)
- 1974: Bluegrass Guitar (Music Minus One)

### MetJerry DouglasenEdgar Meyer
- 1993: Skip, Hop and Wobble (Sugar Hill)

### Ook met
- 1973: Ray Repp - Give Us Peace (K&R / Agápe)
- 1975: John Miller - Let's Go Riding: Country Blues and Old Time Music (Rounder Records)
- 1977: John Miller - Safe Sweet Home (Rounder Records)
- 1977: Peter Wernick - Dr. Banjo Steps Out (Flying Fish Records)
- 1980: Hazel Dickens - Hard Hitting Songs for Hard Hit People (Rounder Records)
- 1980: Andy Statman - Flatbush Waltz (Rounder Records)
- 1981: Tony Trischka, Bill Keith en Béla Fleck - Fiddle Tunes for Banjo (Rounder Records)
- 1982: Jerry Douglas - Fluxedo (Rounder Records)
- 1983: Tony Trischka: A Robot Plane Flies over Arkansas (Rounder Records)
- 1984: Bill Keith - Banjoistics (Rounder Records)
- 1985: Rodney Miller - Airplang (Rounder Records)
- 1986: Jerry Douglas - Under the Wire (MCA Records)
- 1986: Andy Statman - Nashville Mornings New York Nights (Rounder Records)
- 1987: Hazel Dickens - It's Hard To Tell The Singer From The Song (Rounder Records)
- 1987: Jerry Douglas - Changing Channels (MCA Records)
- 1987: Alison Krauss - Too Late to Cry (Rounder Records)
- 1987: Hugh Moffatt - Loving You (Rounder Records)
- 1987: Randy Travis - Always & Forever (Warner Bros. Records)
- 1988: Roy Book Binder - "Bookeroo!" (Rounder Records)
- 1988: Mark O'Connor - Elysian Forest (Warner Bros. Records)
- 1988: Jesse Winchester - Humour Me (Sugar Hill Records)
- 1989: Laurie Lewis - Love Chooses You (Flying Fish Records)
- 1992: Maura O'Connell - Helpless Heart (Warner Bros. Records)
- 1990: various artists - The Civil War: Original Soundtrack Recording (Elektra Records Nonesuch Records)
- 1991: Randy Travis - High Lonesome (Warner Bros. Records)
- 1992: Jerry Douglas - Slide Rule (Sugar Hill Records)
- 1991: Rhonda Vincent - New Dreams and Sunshine (Rebel Records)
- 1992: Maura O'Connell - Blue Is the Colour of Hope (Warner Bros. Records)
- 1993: Pete Wernick - On a Roll (Sugar Hill Records)
- 1994: Kate Mackenzie - Let Them Talk (Red House Records)
- 1997: Darol Anger - Heritage (Six Degrees Records)
- 1997: Chris Thile - Stealing Second (Sugar Hill Records)
- 1998: Jerry Douglas - Restless on the Farm (Sugar Hill Records)
- 2002: Rhonda Vincent - My Blue Tears (Rebel Records)
- 2004: Maura O'Connell - Don't I Know (Sugar Hill Records)
- 2005: Béla Fleck - Crossing the Tracks (Rounder Records)
- 2006: Bryan Sutton - Not Too Far from the Tree (Sugar Hill Records)
- 2008: Charlie Haden Family and Friends - Rambling Boy (Decca Records)
- 2009: Steve Martin - The Crow: New Songs for the 5-String Banjo (Rounder Records)
- 2009: Bryan Sutton - Almost Live (Sugar Hill Records)
- 2009: Jesse Winchester - Love Filling Station (Appleseed Recordings)
- 2013: Craig Duncan - Blue Suede Bluegrass (Green Hill Records)
- 2014: Tony Trischka - Great Big World (Rounder Records)

- Bibsys: 9023457
- International Standard Name Identifier: 0000 0001 1467 3968
- Library of Congress Control Number: n83176122
- MusicBrainz: 10df6b2d-e016-4a51-a97c-f9f8814cabef
- Nationale Bibliotheek van Tsjechië: xx0095242
- Nederlandse Thesaurus van Auteursnamen: 07502585X
- Virtual International Authority File: 8766652
- WorldCat: E39PBJB4d4WfhXTKXWFgTdgYfq